# Marketing de sympathie
L'explication de cette stratégie marketing provient tout simplement par l’association d’une entreprise, d’une marque de commerce, d’un produit ou d’un service à un mouvement social ou un événement qui bénéficie d’un capital de sympathie de la part des consommateurs. Dans une approche marketing de sympathie, il y a trois variables : l’entreprise (ou marque de commerce, ou produit, ou service), le mouvement (ou événement) et le consommateur. 
Pour évaluer une campagne marketing de sympathie l’on doit à court, moyen et long terme, analyser l’impact de la stratégie déployée par une entreprise X  sur un consommateur Y en s’identifiant à un mouvement Z. 
Les analystes marketing des entreprises doivent s’assurer que les investissements dans une stratégie de marketing de sympathie seront inférieurs aux retombées économiques de l’association entreprise-mouvement. Dans ce genre de stratégie marketing, il n’est pas rare que les départements de relations publiques et de marketing travaillent conjointement.

## Objectifs
Les objectifs d’une campagne de marketing de sympathie peuvent être :
- Attirer la sympathie des consommateurs envers une entreprise.
- Maximiser une campagne marketing par de la promotion non-directe (visibilité supplémentaire).
- Exprimer une philosophie d’entreprise.
- Démontrer l’implication d’une entreprise dans une communauté.
- Ancrer le bien-fondé d’une entreprise dans la conscience populaire des consommateurs.
- Augmenter les ventes.
- Faire connaître un nouveau produit/service ou un nouvel usage.

## Types d'approches
Il y a différents types d’approches dans les campagnes marketing de sympathie, en voici les principales :
- Faire la promotion d’une commandite (une commandite en soi n’est pas du marketing de sympathie).
- Faire la promotion d’un don (un don en soi n’est pas du marketing de sympathie).
- Bâtir une fondation et en faire la promotion.
- Faire valoir un impact social ou humanitaire en s’associant à un mouvement de pensées populaire.
- Association à un événement social ou humanitaire.
- Association à une personne qui bénéficie d’un capital de sympathie chez les consommateurs.

Les campagnes marketing de sympathie sont souvent utilisées dans une stratégie marketing globale des entreprises. Ce qui caractérise ce genre de stratégie marketing, c’est que les entreprises s’approprient et s’identifient à des mouvements qui ont la faveur du public cible. Ce qui a pour résultat d’instaurer dans la conscience collective qu’il y a une juxtaposition des valeurs du consommateur à celles de l’entreprise.